# Gran Alianza de Bangladés
Gran Alianza de Bangladés fue una coalición política que agrupó a la Liga Awami, el Partido Jatiya (Ershad), el Jatiyo Samajtantrik Dal, el Partido de los Trabajadores de Bangladés y el Partido Liberal Democrático de Bangladés en una alianza con el fin de oponerse a la continuidad del gobierno de Jaleda Zia y el Partido Nacionalista de Bangladés, durante las elecciones de 2008.
Esta logró un total de 263 escaños parlamentarios de los 300 en total que conforman el Jatiyo Sangshad o Asamblea Nacional, logrando quedarse con el gobierno en manos de la líder de la coalición, Sheikh Hasina.

## Composición

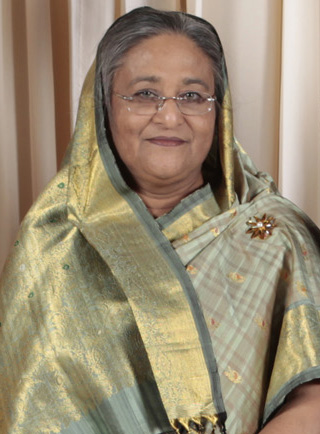
Sheikh Hasina, líder de la coalición «Gran Alianza».

Los partidos que lo conformaron fueron:
- Liga Awami, liderado por Sheikh Hasina
- Partido Jatiya (Ershad), liderado por Hossain Mohammad Ershad
- Jatiyo Samajtantrik Dal, liderado por Hasanul Haq Inu
- Partido de los Trabajadores de Bangladés, liderado por Anisur Rahman Mallik
- Partido Liberal Democrático de Bangladés, liderado por Oli Ahmed

## Resultado electoral (2008)
|  | 49,0 % |

|  | 7,0 % |

|  | 0,6 % |

|  | 0,3 % |

|  | 0,2 % |